# Södra Tappebosjön
Södra Tappebosjön är en sjö i Sala kommun i Västmanland och ingår i Norrströms huvudavrinningsområde. Sjön har en area på 0,202 kvadratkilometer och ligger 82,8 meter över havet.

## Delavrinningsområde
Södra Tappebosjön ingår i det delavrinningsområde (665262-152589) som SMHI kallar för Mynnar i Lasjön. Medelhöjden är 90 meter över havet och ytan är 36,9 kvadratkilometer. Det finns ett avrinningsområde uppströms, och räknas det in blir den ackumulerade arean 53,58 kvadratkilometer. Murån som avvattnar avrinningsområdet har biflödesordning 4, vilket innebär att vattnet flödar genom totalt 4 vattendrag innan det når havet efter 185 kilometer. Avrinningsområdet består mestadels av skog (50 procent) och jordbruk (36 procent). Avrinningsområdet har 0,66 kvadratkilometer vattenytor vilket ger det en sjöprocent på 1,8 procent.